# Воронцово (Родниковский район)
Воронцово — село в Родниковском районе Ивановской области России, входит в состав Филисовского сельского поселения.

## География
Село расположено на берегу речки Юкша (приток Постны) в 5 км на север от райцентра города Родники.

## История
Каменная Николаевская церковь в селе с колокольней и оградой была построена в 1813 году на средства господ Коптева и Наумова. Престолов было три: в холодной — святит. Николая Чудотворца; в зимней — правый в честь Смоленской иконы Божией Матери, левый во имя прп. Феодосия Тотемского чудотворца. 
В конце XIX — начале XX века село входило в состав Горкинской волости Нерехтского уезда Костромской губернии, с 1918 года — в составе Иваново-Вознесенской губернии.
С 1924 года село являлось центром Воронцовского сельсовета Родниковского района, с 1979 года — в составе Родниковского сельсовета, с 2005 года — в составе Пригородного сельского поселения, с 2009 года — в составе Филисовского сельского поселения.

## Население
| 1872 | 1897 | 1907 | 2002 | 2010 |
| ---- | ---- | ---- | ---- | ---- |
| 265  | ↗329 | ↘286 | ↘21  | ↘19  |

## Достопримечательности
В селе расположены остатки Церкви Николая Чудотворца (1813).